# JC Sport Girls
El Club Deportivo JC Sport Girls es un club de fútbol de Perú con sede en Lima y fue fundado en 2003. Fue campeón de la Primera División Femenina en 2004, 2006, 2010, 2011, 2012 y 2017, y compitió  en la Copa Libertadores Femenina 2011, y representó a su país en la Copa Libertadores Femenina 2018.
El campeón provenía de los ganadores de ligas regionales. Sport Girls juega en la liga Metropolitana, en la región de Lima. Hay dos temporadas por año, el Apertura y Clausura. Los ganadores de cada uno disputan el título metropolitano, que clasifica al campeonato nacional de próximo año. En 2010 JC Sport Girls ganó el Apertura y Clausura. En 2011 ganaron el Apertura. No participa actualmente en la Liga Femenina FPF.

## Historia
Al igual que en el torneo de clubes de varones, la primera división femenina también empezó con competiciones de tipo amateur y de carácter regional. En el año 1996 inició la historia del fútbol femenino en el Perú con la creación del Campeonato Metropolitano de Fútbol Femenino organizado por la Federación Peruana de Fútbol y jugado inicialmente con clubes de Lima y Callao. Bajo este formato el club obtuvo los títulos de 2004 y 2006. 
A partir del año 2008 la Federación Peruana de Fútbol modifica el esquema de competición con la finalidad de otorgarle alcance nacional y descentralizado, estructurando el torneo en tres etapas: una etapa provincial, una etapa regional y una etapa nacional. Este nuevo formato fue designado como Campeonato Nacional de Fútbol Femenino, e incorporó al anterior Campeonato Metropolitano de Fútbol Femenino en su etapa regional como Región IV (Lima & Callao). Bajo este nuevo fortma, JC Sport Girls obtuvo los títulos de 2010, 2011, 2012 y 2017.

### Torneos de Primera División
El club tiene un total de 6 títulos de la Primera División Femenina en sus diversos formatos.
| Competición                                 | Títulos                | Subcampeonatos |
| ------------------------------------------- | ---------------------- | -------------- |
| Campeonato Metropolitano Femenino (2/0)     | 2004, 2006             |                |
| Campeonato Peruano de Fútbol Femenino (4/0) | 2010, 2011, 2012, 2017 |                |
| Liga Femenina FPF                           |                        |                |

## Clásico del fútbol femenino
JC Sport Girls tiene una rivalidad con el Club Universitario de Deportes
con quien disputa el Clásico Femenino Peruano.